# Consonne fricative palatale voisée
Cette page contient des caractères spéciaux ou non latins. S’ils s’affichent mal (▯, ?, etc.), consultez la page d’aide Unicode.
La consonne fricative palatale voisée est un son consonantique assez peu fréquent dans les langues parlées. Le symbole dans l’alphabet phonétique international est [ʝ]. Ce symbole est celui de la lettre latine minuscule J (avec un point) dont la jambe se prolonge en boucle interne recoupant cette jambe.

## Caractéristiques
Voici les caractéristiques de la consonne fricative palatale voisée.
- Son mode d'articulation est fricatif, ce qui signifie qu’elle est produite en contractant l’air à travers une voie étroite au point d’articulation, causant de la turbulence.
- Son point d'articulation est dit palatal, ce qui signifie qu'elle est articulée avec le milieu ou l'arrière de la langue contre le palais rigide.
- Sa phonation est voisée, ce qui signifie que les cordes vocales vibrent lors de l’articulation.
- C'est une consonne orale, ce qui signifie que l'air ne s’échappe que par la bouche.
- C'est une consonne centrale, ce qui signifie qu’elle est produite en laissant l'air passer au-dessus du milieu de la langue, plutôt que par les côtés.
- Son mécanisme de courant d'air est égressif pulmonaire, ce qui signifie qu'elle est articulée en poussant l'air par les poumons et à travers le chenal vocatoire, plutôt que par la glotte ou la bouche.

## En français
Le français ne possède pas le [ʝ], et les francophones hésitent entre deux autres articulations voisées fricatives proches, comme le [ʒ] (post-alvéolaire) et le [ʁ] (uvulaire, notamment à la lecture de l’anglais, cette dernière phonétique étant normalement employée lors de l’import de mots anglais en français).

## Autres langues
En grec moderne, la lettre gamma se prononce ainsi devant les sons /i/ et /ɛ/.